# Àngel Ros i Domingo
Àngel Ros i Domingo (Lleida, 9 d'agost de 1952) és un polític català, paer en cap de Lleida des del 8 de gener de 2004 fins al 4 d'agost de 2018 i militant del Partit dels Socialistes de Catalunya des del 1979. El juliol de 2014 va acceptar l'oferta de Miquel Iceta per esdevenir President del Partit dels Socialistes de Catalunya. Fou ambaixador d'Espanya al Principat d'Andorra entre el 4 d'agost de 2018 i el 14 de febrer de 2023.

## Trajectòria professional
Llicenciat en Ciències Físiques per la Universitat de Barcelona. Master en Administració i Direcció d'Empreses (Executive MBA) per l'Institut d'Empresa de Madrid i Doctor en Informàtica per la Universitat Politècnica de Madrid.
Ha estat professor de Física a la Universitat de Lleida i professor d'Enginyeria Informàtica a la mateixa universitat així com a la Universitat Politècnica de Catalunya, la Ramon Llull, i a l'Escola Superior d'Administració i Direcció d'Empreses (ESADE).
Ha treballat com a becari per IBM, després com a informàtic a COPAGA. Va ser director dels serveis informàtics de la Paeria de Lleida, gerent del Centre Municipal d'Informàtica de l'Ajuntament de Madrid, coordinador dels Serveis d'Informació de l'Ajuntament de Barcelona, director d'organització i sistemes de San Miguel i director de sistemes de Coca-Cola.

## Carrera política
Entra al moviment universitari del Partit Socialista Unificat de Catalunya (PSUC) a la dècada dels 70. Fou fundador de l'Associació de Veïns del Camp d'Esports, fundador, secretari i president de la Federació d'Associacions de Veïns de Lleida i membre del secretariat del Segrià del Congrés de Cultura Catalana i d'Òmnium Cultural.
Milita al Partit dels Socialistes de Catalunya (PSC) des de 1979. L'any 2003 formà part de la llista municipal de la ciutat de Lleida amb el número 3. Ha estat paer segon de Promoció Econòmica a la Paeria de Lleida. El 2004 passa a ésser paer en cap en substitució d'Antoni Siurana i Zaragoza, paer en cap durant 22 anys, el qual passà a ésser conseller d'Agricultura, Pesca i Ramaderia de la Generalitat de Catalunya. L'any 2007 guanyà les eleccions municipals amb majoria absoluta. L'any 2011, Àngel Ros va reeditar la majoria absoluta a les eleccions municipals.
El febrer de 2011 va mostrar la seva determinació a substituir a José Montilla al capdavant del PSC si així ho decidien els participants en el congrés del partit celebrat al setembre d'aquest mateix mateix any. A última hora, però, es va retirar de la cursa pel lideratge del PSC i Pere Navarro va accedir al càrrec de primer secretari del partit guanyant a l'altre candidat, Joan Ignasi Elena, en les votacions. El desembre de 2011 va entrar a formar part de la nova executiva del PSC arran del nomenament de Pere Navarro, ocupant el càrrec de cohesió territorial.
El desembre de 2012 va prendre possessió com a diputat de la desena legislatura de la Catalunya autonòmica per la circumscripció electoral de Lleida. El 15 de gener de 2014 Àngel Ros renuncià a l'acta de diputat per discrepàncies amb la direcció del grup parlamentari socialista i la direcció del partit pel que fa al dret d'autodeterminació de Catalunya i la consulta sobre la independència. Concretament, la direcció del PSC, encapçalada per Pere Navarro, s'oposà a la votació del ple del Parlament en la qual es demanava al Congrés de Diputats d'Espanya la transferència de les competències per la convocatòria d'una consulta sobre la independència de Catalunya. Ros defensà, juntament amb altres diputats, l'abstenció o la llibertat de vot del grup socialista atenent als valors fundacionals del partit i el programa electoral amb el qual s'havien presentat a les eleccions, però la seva proposta no va ser atesa per la direcció del PSC.
El juliol de 2014 va acceptar l'oferta de Miquel Iceta per esdevenir President del Partit dels Socialistes de Catalunya.
El 5 de desembre de 2014 es feu saber que posà en mans dels seus advocats les amenaces de mort que li proferia el raper Pablo Hasél a la cançó "Menti-Ros", si bé és cert que fonts properes desmentiren que s'hagués presentat denúncia als jutjats. No obstant això, aquests rumors foren falsos, ja que el 12 de desembre el jutge, en atenció a l'escrit que va fer arribar la Fiscalia de Lleida, va ordenar la retirada de la gravació per contingut injuriós. En resposta a la denúncia, Hasél publicà un altre vídeo en el qual qualificava el polític lleidatà de corrupte, cacic i miserable, i li desitjava que patís un infart. El Jutjat d'Instrucció número 3 de Lleida és l'encarregat de portar el cas i ha pres, entre altres mesures cautelars, la decisió de tancar el seu perfil de Facebook.
El 12 d'abril de 2015 alguns assistents a la III Assemblea General de l'ANC al Pavelló Barris Nord de la ciutat de Lleida xiularen la seva intervenció per raó de la postura del PSC contrària al dret a l'autodeterminació de Catalunya, cosa que obligà a la presidenta de l'ANC, Carme Forcadell a intervenir demanant silenci. A continuació Àngel Ros va poder finalitzar el seu discurs amb normalitat. Ros afirmà després que no s'esperava aquests fets
En les últimes eleccions municipals de 24 de maig de 2015 va ser el guanyador a la ciutat de Lleida tot i rebre la llista per ell encapçalada el suport més baix de la història recent: El 24,67% dels vots i 8 regidors; això suposa la pèrdua de 7 regidors i del 17,36% dels vots en comparació en les anteriors eleccions de 2011, on els resultats foren de 15 regidors i el 42,06% dels vots.
Arran d'aquests resultats, Ros efectuà un gir polític cap a l'unionisme i pactà el Cartipàs Municipal per la legislatura amb Ciutadans i el Partit Popular. Això suposà, entre altres mesures, revisar el reglament municipal d'ús del Català per acabar amb l'ús preferent d'aquesta llengua introduint el bilingüisme; a més de declarar-se en contra del Procés Constituent a Catalunya.
Arran del seu nomenament com ambaixador d'Espanya al Principat d'Andorra, efectiu el 4 d'agost de 2018, renuncia a l'alcaldia de Lleida, càrrec que va arribar a ocupar durant més de 14 anys. En el catorzè congrés del PSC, celebrat en desembre de 2019, el partit va fer una aposta per aprofitar l'ensorrament de Ciutadans a les eleccions generals espanyoles de novembre de 2019 assumint part del seu discurs, nomenant Miquel Iceta com a primer secretari, Núria Marín rellevant Àngel Ros a la presidència i Eva Granados com a viceprimera secretària. El 14 de febrer de 2023 fou rellevat com a embaixador a Andorra substituït pel gironí Carles Pérez-Desoy i Fages.

## Altres càrrecs
1. President del Centre Informàtica Municipal de Lleida
2. President Centre de Negocis i Convencions S.A.
3. President Consorci Gestió TDT Lleida
4. President Parc Agroalimentari de Lleida
5. President Empresa Municipal Urbanisme Lleida S.L.
6. President Llotja Agropecuària Mercolleida S.A.
7. President de la Mancomunitat d'Àigües de Pinyana
8. President Consorci Acolliment Lleida
9. President Comissió Noves Tecnologies FEMP
10. President de Mercolleida
11. President de Fira de Lleida
12. President del PSC